# Gradski zvonik u Dubrovniku
Gradski zvonik nalazi se u središtu Dubrovnika.
Prvotni stari zvonik sa satom izgrađen je 1444. godine. Bio je visok 31 metar. Metalnu ploču, kazaljke za mjesečeve mijene i drvene figure, koje otkucavaju sate načinio je Luka Mihočin.  Veliko zvono visine i promjera 130 cm je izradio majstor Ivan Rabljanin 1506. godine. Drvene figure zamijenjene su bakrenim zelencima (prozvani su Maro i Baro), čiji se izvornici danas čuvaju u kneževom dvoru. Katastrofalan potres iz 1667. godine, oštetio je zvonik i prijetila je opasnost, da se sruši. Stoga je 1929. godine, izgrađen novi gradski zvonik po starim nacrtima donacijom Paska Banurice. Kraj zvonika nalazi se stara zvonara Luža.
Na zvoniku je i kovana ploča sata iz 1444., a ispod nje pokazivač mjesečevih mijena, djelo Luke, sina admirala Mihoča Žurkovića s Koločepa. Prvi zelenci koji su otkucavali sate bili su drveni. Sadašnje je izlio u bronci nepoznati majstor 1478. Sat je također obnovljen te godine. Zelenci su 19 godina stariji od venecijanskih mora izlivenih 1497. Sat iz 1389. služio je kao javni sat i nalazio se na jugoistočnoj kuli Kneževa dvora. Premješten je u novi zvonik 1444. godine. Godine 1780. Republika ponovo naručuje novi sat i to od franjevačkog laika Paska Baletina. I od Ruđera Boškovića bilo je zatraženo stručno mišljenje. Tvrtka Braća Solari iz Padove krajem stoljeća zamjenjuje ga novim. Prilikom obnove 1929. od iste tvrtke nabavljen je još suvremeniji sat. Prvo zvono izlio je Mihajlo iz Firence, dok je današnje, teško dvije tone, načinio Ivan Krstitelj Rabljanin 1506. Ovo je treće po redu zvono na zvoniku. U Domovinskom ratu zvonik je stradao nekoliko puta, jednom ga je granata probušila s obje strane pa se iz daljine kroz njega mogao vidjeti Stradun.
Nakon potresa 1979. obnovljen je prostor ispod zvonika koji se danas naziva Luža centar. U njemu je kino, izložbeno-prodajni prostor i kazalište.

## Vanjske poveznice
- Hrvatski restauratorski zavod, Priča o dubrovačkim Zelencima